# Philonema
Philonema är ett släkte av rundmaskar. Philonema ingår i familjen Philometridae.
Släktet innehåller bara arten Philonema sibirica. Philonema är enda släktet i familjen Philometridae.